# Margriet Zegers
Inge Margriet Zegers (Heerenveen, 29 de abril de 1954) es una exjugadora neerlandesa de hockey sobre césped.

## Trayectoria
Zegers debutó con la selección neerlandesa en 1980. Tuvo su primera participación olímpica en Los Ángeles 1984. En el torneo ganó la primera medalla de oro de su selección.